# 1278

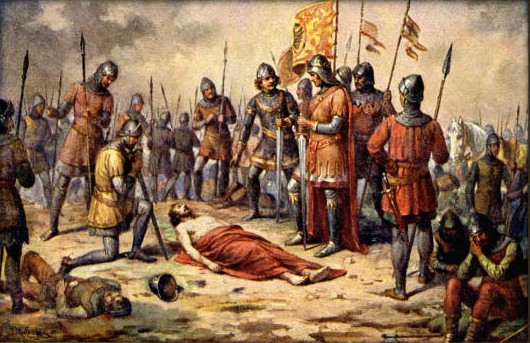
Rudolf I ziet het lijk van Ottokar II na de Slag op het Marchfeld, 26 augustus

Het jaar 1278 is het 78e jaar in de 13e eeuw volgens de christelijke jaartelling.

## Gebeurtenissen
augustus
- 4 - In de bul Vineam Sorec roept paus Nicolaas III op tot verdere acties tot het bekeren van joden.
- 26 - Slag bij Dürnkrut, Oostenrijk, of Slag op het Marchfeld: Rudolf I verslaat Ottokar II van Bohemen definitief. Ottokar sneuvelt.

december
- 30 - Gwijde van Dampierre houdt zijn intocht in Gent als nieuwe graaf van Vlaanderen, nadat zijn moeder Margaretha van Constantinopel zich heeft moeten terugtrekken in Henegouwen.

Zonder datum
- In een concordaat tussen koning Rudolf I en paus Nicolaas III komen Ravenna en Romagna aan de paus.
- Andorra komt onder een tweeherigheid van de bisschop van Urgell en de graaf van Foix
- Beleg van Bredevoort: Everhard I van der Mark belegert en verwoest kasteel Bredevoort uit wraak voor de ontvoering en dood van zijn vader Engelbert I.
- Lahr/Schwarzwald krijgt stadsrechten.
- Het Mariaklooster in Huijbergen wordt gesticht.

## Kunst en literatuur
- Balduinus Iuvenus vertaalt Van den vos Reynaerde in het Latijn (jaartal bij benadering)

## Opvolging
- Achaje - Willem II van Villehardouin opgevolgd door zijn dochter Isabella en dier echtgenote Floris van Henegouwen
- Bohemen - Ottokar II opgevolgd door zijn zoon Wenceslaus II
- Bulgarije - Ivajlo als opvolger van Constantijn Tich Asen
- Gulik - Willem IV opgevolgd door zijn zoon Walram
- Jauer - Hendrik V opgevolgd door zijn broers Bolko I en Bernhard de Behendige
- Liegnitz - Bolesław II opgevolgd door zijn zoon Hendrik V
- Maronitisch patriarch - Daniël II van Hadchite als opvolger van Simeon I
- Moravië - Ottokar II van Bohemen opgevolgd door koning Rudolf I
- Song (China) - Duanzong opgevolgd door zijn broer Bingdi
- Sukhothai (Siam) - Ban Muang opgevolgd door zijn broer Ramkhamhaeng (jaartal bij benadering)
- Vietnam - Trần Thánh Tông opgevolgd door Trần Nhân Tông
- Vlaanderen (29 december) - Margaretha II opgevolgd door haar zoon Gwijde van Dampierre

## Afbeedingen

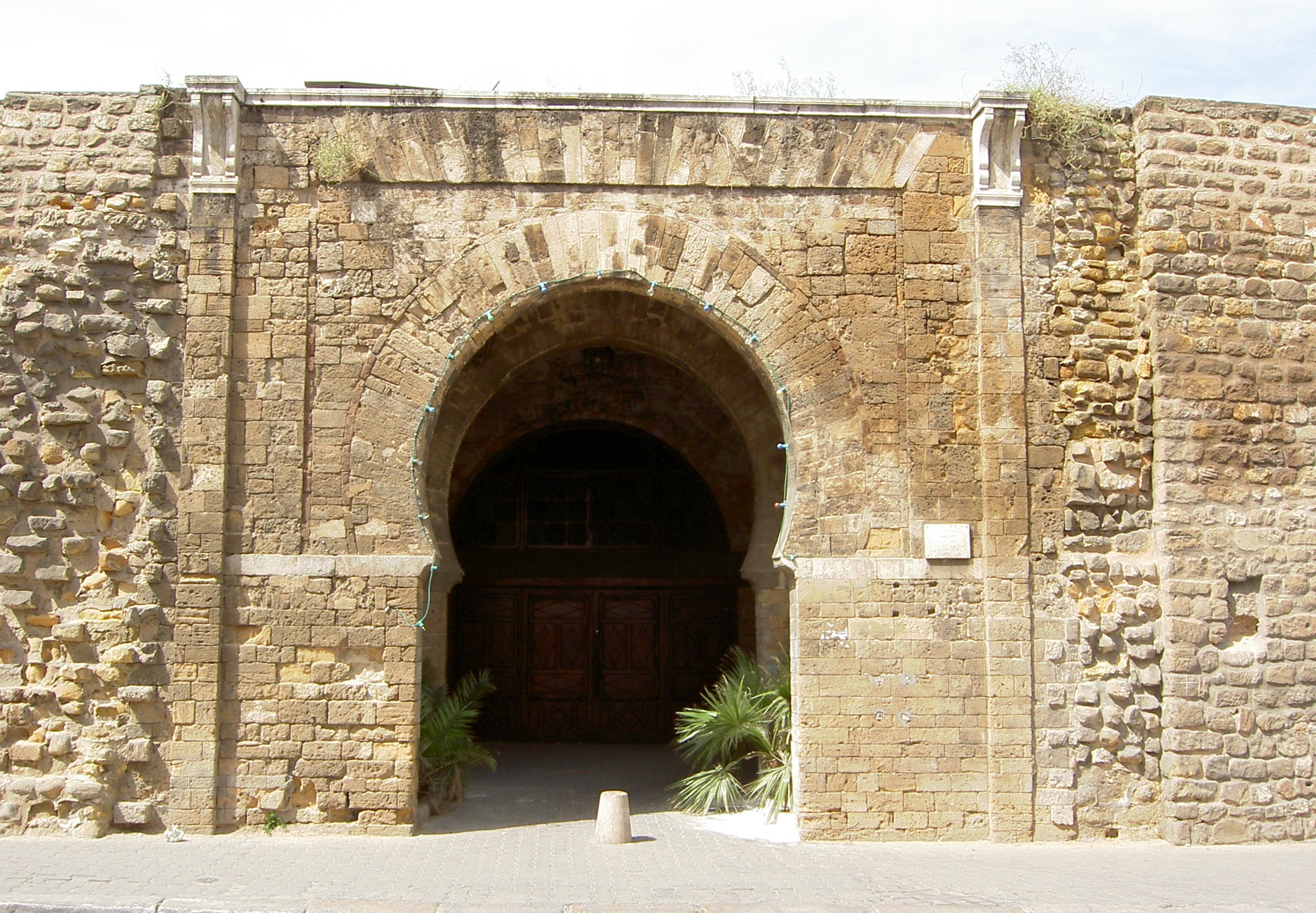
Bab Jedid, stadspoort van Tunis, gebouwd ca. 1278
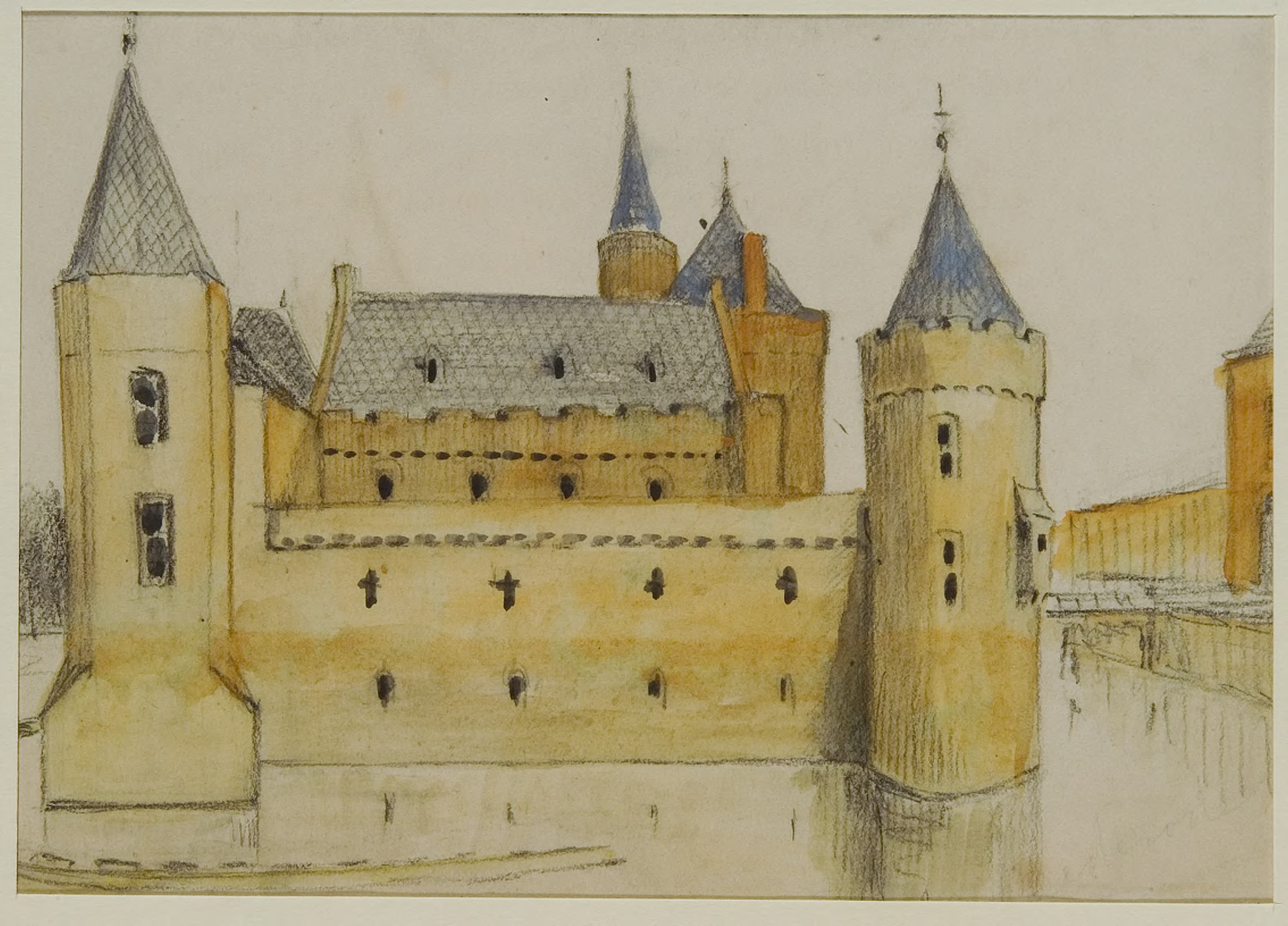
Kasteel Bredevoort

## Geboren
- 17 april - Michaël IX Palaiologos, keizer van Byzantium (1294-1320)
- Constantijn III, koning van Armenië (1298-1299)
- Maria van Brabant, Brabants edelvrouw

## Overleden
- 17 maart - Willem IV, graaf van Gulik
- 17 maart - Willem V van Gulik, Duits edelman
- 26 augustus - Ottokar II (~46), koning van Bohemen (1253-1278)
- 26 december - Bolesław II (~61), hertog van Liegnitz
- Barnim I, hertog van Pommeren
- Lý Chiêu Hoàng (~60), keizer van Vietnam (1224-1225)
- Song Duanzong (~10), keizer van Song (1276-1278)
- Willem II van Villehardouin, vorst van Achaje (1245-1278)